# Ivett Gonda
Ivett Gonda (* 28. April 1986 in Jászberény, Ungarn) ist eine Taekwondoin, die im Fliegen- und Bantamgewicht bis 2013 für Kanada und seitdem für Ungarn startet.
Die in Ungarn geborene Gonda kam mit ihren Eltern in früher Kindheit nach Kanada. Sie trainiert heute unter Lim Shin-wook beim Verein TaeGeuk TaeKwonDo in Port Moody.
Gonda bestritt ihre ersten internationalen Titelkämpfe im Erwachsenenbereich bei der Weltmeisterschaft 2003 in Garmisch-Partenkirchen, wo sie mit dem Einzug ins Halbfinale der Klasse bis 47 Kilogramm ein gutes Ergebnis erzielen konnte. Erfolgreich verlief das folgende Jahr 2004. Gonda wurde in Santo Domingo erstmals Panamerikameisterin. Sie qualifizierte sich für die Olympischen Spiele in Athen. Mit zwei Auftaktsiegen erreichte sie in der Klasse bis 49 Kilogramm das Halbfinale, wo sie gegen die spätere Olympiasiegerin Chen Shih-hsin ausschied. Nach einer weiteren Niederlage im kleinen Finale verpasste sie eine Medaille letztlich knapp und wurde Fünfte. Ihre nächste Medaille erkämpfte sich Gonda mit Bronze bei der Panamerikameisterschaft 2006 in Buenos Aires. Sie nahm in Peking an ihren zweiten Olympischen Spielen 2008 teil, schied jedoch nach ihrem Auftaktkampf aus und belegte im Endklassement Rang elf. Gonda gewann in der Klasse bis 53 Kilogramm bei der Panamerikameisterschaft 2010 in Monterrey ihren insgesamt zweiten Titel. Einen weiteren Titel erkämpfte sie sich schließlich in der Klasse bis 49 Kilogramm bei den Panamerikanischen Spielen 2011 in Guadalajara.
Seit 2013 startet sie für ihr Geburtsland Ungarn. 